# Várdai Ferenc
Várdai Ferenc (1474 – 1524. október 22. után) püspök és humanista.

## Élete

Várdai Ferenc által használt címer

Várdai Miklós bodrogi ispán és bélteki Drágffy Fruzsina fia. 1498-ban megkapta az esztergomi székeskáptalan komáromi főesperességét és kanonokságát, majd a dombói apátság jövedelmeit élvezte. Egyetemi tanulmányait 1501–1503 között Padovában, 1503–1504 között Bolognában végezte. 1507-ben fehérvári kanonok, 1507–1509 között királyi titkár, 1508-ban háji prépost, 1509–1511 között kincstartó. 1509-1514 között váci, 1514–24 között erdélyi püspök. 
Erdélyi püspökként humanistákból álló kört tartott fenn, amelynek tagjai Stephan Stieröchsel (Taurinus), Adrianus Wolphard és Megyericsei János voltak. Nagy műgyűjteménye volt. Gyulafehérvári építkezéseiből az Anna-kápolna, kórusfeljáró és freskók, műgyűjteményéből egy pontificaléja maradt fenn.